# Purgatório

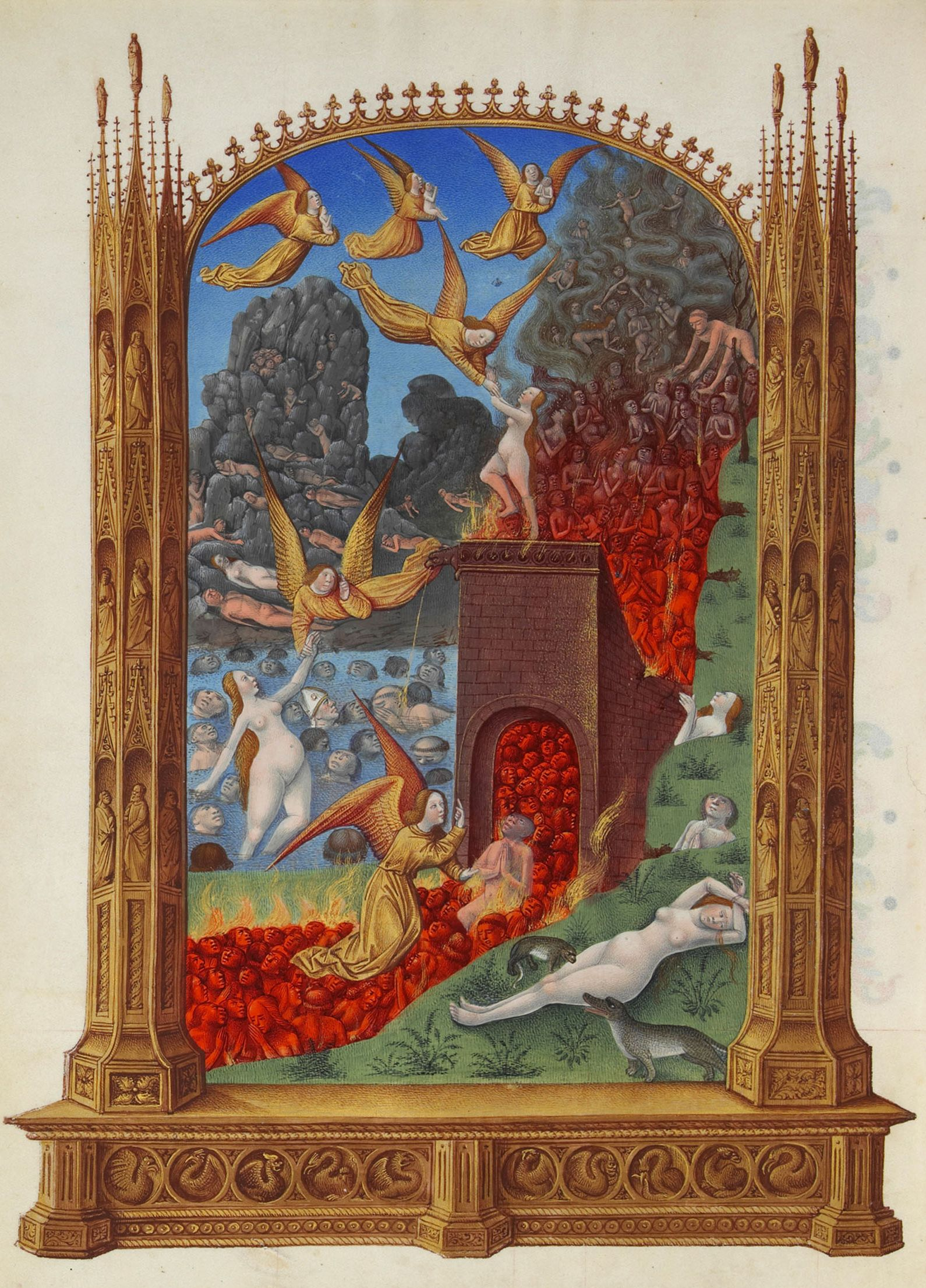
Imagem do purgatório no livro de orações Très Riches Heures du Duc de Berry

Purgatório é o estado temporário de purificação das almas daqueles que morrem em estado de Graça, mas ainda não totalmente purificados de seus pecados veniais ou das consequências temporais do pecado. Trata-se de uma realidade espiritual onde essas almas, já salvas, são preparadas para entrar plenamente na visão beatífica, isto é, na comunhão definitiva com Deus no Céu. Uma alusão à existência do Purgatório é encontrada em I Coríntios 3, 12-15, onde São Paulo fala de um processo de purificação pelo fogo, pelo qual a pessoa pode ser salva, como que através do fogo. Outros textos que dão luz a essa doutrina são Lucas 12,42–48, que fala de diferentes graus de castigo para os servos infiéis, e Mateus 5,22–26, onde se menciona que o homem não sairá da prisão até que tenha pago o último centavo.
A crença no Purgatório é particularmente enfatizada no Rito Latino da Igreja Católica, embora as Igrejas Católicas Orientais também compartilhem, em essência, a mesma convicção — ainda que frequentemente sem empregar o termo “Purgatório”, preferindo expressões como "estado intermediário" ou "lugar de purificação". Além disso, anglo-católicos e alguns outros grupos dentro da tradição anglicana mantêm uma visão similar. Nas igrejas ortodoxas orientais, embora o termo "Purgatório" seja geralmente rejeitado, existe a crença tradicional na possibilidade de purificação das almas após a morte, especialmente pela oração dos vivos e pela celebração da Divina Liturgia em favor dos defuntos. Alguns teólogos ortodoxos falam em uma "espera na misericórdia de Deus", e entre os ascetas há quem nutra esperança na apocatástase — uma restauração final de todas as coisas, embora essa posição não seja um ensinamento oficial. Entre os mórmons (membros da Igreja de Jesus Cristo dos Santos dos Últimos Dias), há também a crença numa vida após a morte em que os mortos podem progredir espiritualmente, sendo mencionada, por exemplo, a prática do batismo vicário pelos mortos (I Cor 15,29), entendido como uma oportunidade de salvação para aqueles que não receberam o Evangelho em vida. No judaísmo, especialmente em algumas tradições rabínicas e místicas, existe a crença numa forma de purificação após a morte antes da entrada na plena comunhão com Deus, com referências à Geena como um lugar ou estado temporário de correção e preparação. . Por outro lado, várias denominações protestantes rejeitam a doutrina do Purgatório, por considerarem-na sem necessidade e não fundamentada nas Escrituras.
A palavra "purgatório" passou a referir-se também a uma ampla gama de concepções históricas e modernas de sofrimento pós-morte, e é usado, em um sentido não específico, para qualquer lugar ou condição de sofrimento ou tormento, especialmente um que é temporário. A cultura popular também apresenta a concepção do Purgatório como um lugar físico, embora a Igreja Católica ensine que Purgatório não é um lugar, mas "uma condição de existência, uma etapa transicional de amor e justiça divina, na qual a alma é purificada de toda imperfeição antes de entrar na Glória eterna."

## História
A tradição católica do Purgatório tem uma história que remonta, antes de Jesus, à crença encontrada no judaísmo de rezar pelos mortos, especula-se que o cristianismo pode ter tomado a sua prática similar. A crença católica do purgatório se baseia, entre outras razões, sobre esta prática da oração pelos mortos.
Desde  os primeiros tempos, a Igreja honrou a memória dos defuntos e ofereceu sufrágios em seu favor, em especial o sacrifício eucarístico, a fim de que purificados, eles possam chegar à visão beatífica de Deus.
Os católicos consideram que o ensino sobre o purgatório faz parte integrante da fé derivada da revelação de Jesus Cristo que foi pregada pelos apóstolos. Definições dogmáticas foram proclamadas pelo Segundo Concílio de Lyon (1274), o Concílio de Florença (1438-1445), e o Concílio de Trento (1545-1563). Alguns biblistas percebem a confirmação do purgatório nas palavras de Jesus em Mateus 5, 25-26: “Põe-te depressa de acordo com o teu adversário, enquanto estás ainda em caminho (da vida) com ele; a fim de que teu adversário não te entregue ao juiz, e o juiz ao guarda, e sejas metido na prisão. Em verdade te digo: Não sairás de lá, enquanto não pagares até o último centavo”.

## Purgatório no catolicismo
A Igreja Católica dá o nome de Purgatório à purificação das almas que morrem na graça de Deus e na sua amizade, mas ainda são imperfeitas e portanto precisam ser purificadas. Durante os anos da sua vida conventual, a freira carmelita Maria Anna Lindmayr recebeu inúmeras revelações particulares por parte das almas do purgatório e os seus escritos cedo se consideraram como um importante legado sobre essa matéria para os fiéis da Igreja Católica. 
Também Maria Simma, uma mística católica austríaca falecida no ano de 2004, relatou ter recebido inúmeras visitas de almas que padeciam no purgatório que a buscavam para pedir orações ou fazer declarações sobre inúmeros temas.
Os que morrem na graça e na amizade de Deus, mas não estão completamente purificados, passam após a sua morte por uma purificação, afim de obter a santidade necessária para entrar na alegria do Céu. O purgatório e a purificação final dos eleitos que necessita de piedade Divina, distinta do castigo do inferno. A tradição da Igreja fala de fogo purificador. A Igreja recomenda também as esmolas, as indulgências e obras de penitências em favor dos finados

## Céu, Inferno e Purgatório
Segundo a doutrina católica, imediatamente após a morte, uma pessoa sofre o juízo particular em que o destino da alma é especificado. No purgatório, as almas "obtém a santidade necessária para entrar na alegria do céu". Alguns se unem com Deus no Paraíso, e em contrapartida, outros são destinados ao Inferno.
O Inferno é a morada de Satanás  e de pessoas que morreram em pecado mortal e nunca arrependeram-se sinceramente. É um lugar ou estado da alma em que o condenado não pode se arrepender e assim nunca sairá de lá. Ele há de ser castigado por suas ofensas graves contra Deus eternamente, pois recusa-se a arrepender-se verdadeiramente. No inferno pode haver ''arrependimento'' apenas por causa do sofrimento, mas não por ter ofendido a Deus, então não haveria jamais um arrependimento verdadeiro, sendo assim seria impossível sair do inferno.
O Céu ou paraíso é um lugar ou estado da alma, onde as pessoas que esforçaram-se para seguir os mandamentos, fizerem penitência, jejuns, caridade, confissões lícitas e válidas e não morreram em pecado mortal estariam para viver eternamente e gozar de uma felicidade inimaginável.
Segundo a doutrina da Igreja, a maioria das almas, se não forem para o inferno, não estão suficientemente puras para entrar imediatamente no Paraíso e vão purificar-se no Purgatório. Se um fiel pecar mortalmente, não se confessar e morrer, ele vai para o inferno, mesmo que seja somente um pecado mortal. Se um fiel pecar mortalmente e se confessar válida e licitamente (ou seja, com verdadeiro arrependimento e intenção de nunca mais pecar) e morrer, ele será salvo, pois teve seu pecado mortal perdoado, porém sofrerá no purgatório por esse pecado mortal (caso ele não tenha feito penitências ainda em vida para reparar seu erro) para entrar no Paraíso sem manchas.
As almas do purgatório não correm o risco de irem para o inferno, todas vão para o Céu

### Pecados e Purgatório
O catolicismo distingue entre dois tipos de pecado, o pecado mortal é uma "grave violação da lei de Deus", que "coloca o homem longe de Deus", e se não for recuperado mediante o arrependimento e o perdão de Deus, resulta na sua exclusão do Reino de Deus e a punição no inferno. Em contraste, o pecado venial (que significa "pecado perdoável”) "não nos coloca em oposição direta com a vontade e amizade de Deus"  e, embora "constitua uma desordem moral", não priva o pecador da amizade com Deus e, consequentemente, da felicidade eterna do céu.
De acordo com o catolicismo, o perdão dos pecados e a purificação podem ocorrer durante a vida, por exemplo, no Sacramento do Batismo  e no Sacramento da Penitência. No entanto, se esta purificação não é atingida totalmente em vida, os pecados veniais podem ser purificados após a morte. O nome específico dado a esta purificação dos pecados é "purgatório".

### Dor e fogo e Purgatório

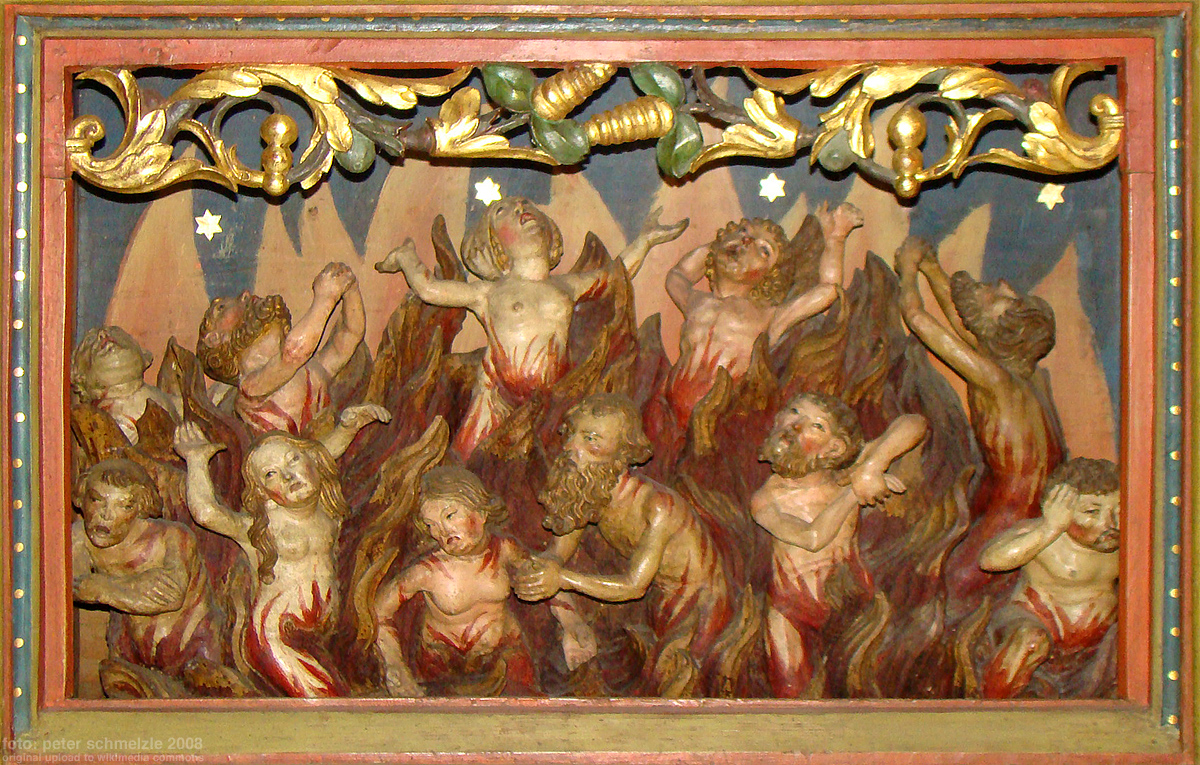
Outra imagem de almas sendo purificadas pelas chamas do purgatório

O Purgatório é uma purificação que envolve um castigo doloroso, associada à ideia de fogo, semelhante ao inferno. Diversos Padres da Igreja consideram 1 Coríntios 3:10-15 como evidência para a existência de um estado intermediário em que as transgressões leves são purificadas, e assim a alma será salva. Santo Agostinho descreve o fogo da purificação como mais doloroso do que qualquer coisa que um homem pode sofrer em vida, e o Papa Gregório I escreveu que deve haver um fogo de purificação para algumas pequenas falhas. Orígenes escreveu sobre o fogo que tem de purificar a alma. Gregório de Níssa também escreveu sobre a purgação pelo fogo.
Teólogos interpretaram o fogo tanto como um fogo material, embora de natureza diferente do fogo natural, como uma metáfora para um grande sofrimento espiritual, que atualmente é a visão mais comum. O Catecismo da Igreja Católica fala de um “fogo purificador" e cita a expressão "purgatorius ignis" (fogo purificador) usado pelo Papa Gregório Magno. Ele fala do castigo temporal pelo pecado, mesmo em vida, como uma questão de "sofrimentos e provas de todos os tipos".

### Orações pelos mortos e indulgências

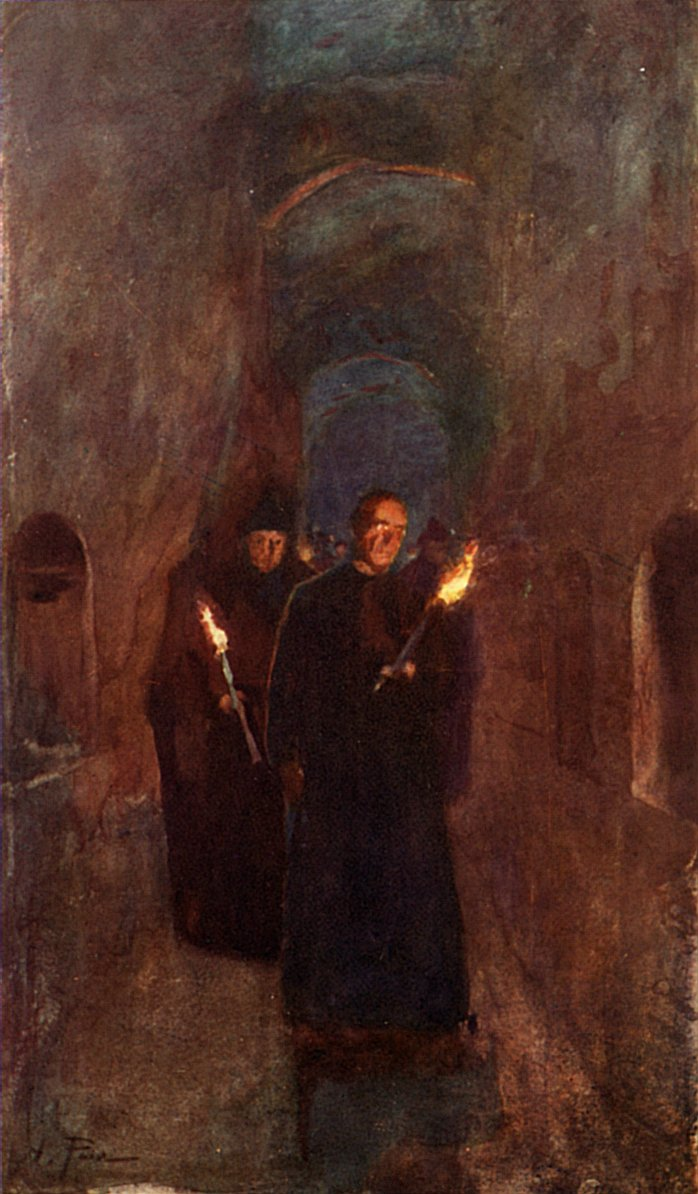
Pintura das catacumbas de Roma, que possuem muitas inscrições e orações pelos mortos.

A Igreja Católica ensina que o destino dos que estão no purgatório pode ser afetado pelas ações e intercessão dos vivos. Seu ensino se baseia na prática da oração pelos mortos mencionado em II Macabeus 12:42-46, considerada pelos católicos e ortodoxos parte da Sagrada Escritura.
Além destes trechos do Antigo Testamento, a Igreja também justifica a doutrina sobre o estado de purificação final da alma na oração que o Apóstolo Paulo fez em favor de um amigo falecido, Onesíforo, nestes termos:
| “ | Que o Senhor conceda misericórdia à família de Onesíforo, porque ele muitas vezes me confortou e não se envergonhou de eu estar preso; ao contrário, quando chegou a Roma, ele me procurou com insistência, até me encontrar. Que o Senhor lhe conceda misericórdia junto a Deus naquele Dia. E quanto aos serviços que ele me prestou em Éfeso, você sabe melhor do que eu. | ” |
|   | — Segunda Epístola a Timóteo, capítulo I, do versículo 16 ao 18.. |   |

Orações para os mortos e indulgências na crença católica diminuem a duração do tempo que os mortos passam no purgatório. O Papa Paulo VI escreveu a indulgência é "(…) uma remissão da pena (…) através da intervenção da Igreja”.

### Ensinamentos católicos
O Compêndio do Catecismo da Igreja Católica, publicado pela primeira vez em 2005, é um resumo em forma de diálogo do Catecismo da Igreja Católica. Trata-se de purgatório no seguinte diálogo:
Essas duas perguntas e respostas resumem as informações nas secções 1020-1032 e 1054 do Catecismo da Igreja Católica, publicado em 1992, que também fala do purgatório nas seções 1472 e 1473.

### Santos devotos do Purgatório

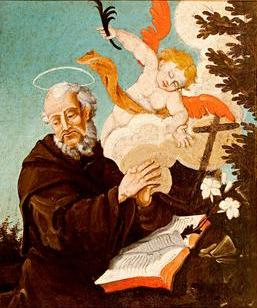
São Nicolau Tolentino é considerado protetor das almas do Purgatório segundo a Igreja Católica.

Nesta lista aparecem alguns santos que defendiam, veneravam ou tinham visões das almas do Purgatório segundo a tradição católica:
- Bernardo de Claraval (1090-1153)[47]
- Nicolau Tolentino (1245-1305)[48]
- Isabel da Hungria (1207-1231)[49]
- Isabel de Portugal (1271-1336)[50]
- Brígida da Suécia (1303-1373)[51]
- Catarina da Suécia (1330-1381)[49]
- Lidwina de Schiedam (1380-1433)[52]
- Magdalena de Pazzi (1566-1607)[53]
- Pedro de San José Betancur (1626-1667)[54]
- Pio de Piedrelcina (1887-1968)[55]
- Faustina Kowalska (1905-1938)[56]

## Purgatório nas Igrejas Orientais

### Igrejas Católicas de Rito Oriental
As Igrejas Católicas Orientais, ou seja, Igrejas sui iuris de tradição oriental e em comunhão plena com o Papa, divergem um pouco com a Igreja Latina quanto a alguns aspectos da doutrina do Purgatório. As Igrejas orientais católicas de tradição grega geralmente não utilizam o termo “Purgatório”, ainda que concordem que exista uma “purificação final” para as almas destinadas ao céu, e que as orações dos fiéis possam ajudar os falecidos a alcançarem a santificação necessária para ingressarem no Paraíso. Na verdade, nem os membros da Igreja Latina, nem os dessas Igrejas consideram essas diferenças como pontos de disputa, mas as veem como pequenas nuances resultantes de diferentes tradições.
O tratado que formalizou a admissão da Igreja Greco-Católica Ucraniana na comunhão plena com a Igreja de Roma declara: “Não vamos debater sobre o Purgatório, mas confiamo-nos ao ensinamento da Santa Igreja”, o que implica, na opinião de um teólogo da Igreja, ambas as partes podem concordar ou não sobre especulações teológicas e opiniões sobre o que se designa como Purgatório, ao passo que há um acordo pleno sobre o dogma essencial. Entre a Igreja Católica de Rito Latino e algumas outras Igrejas Católicas Orientais, como a Igreja Católica Siro-Malabar, não existem divergências teológicas sobre o Purgatório.

### Igreja Ortodoxa

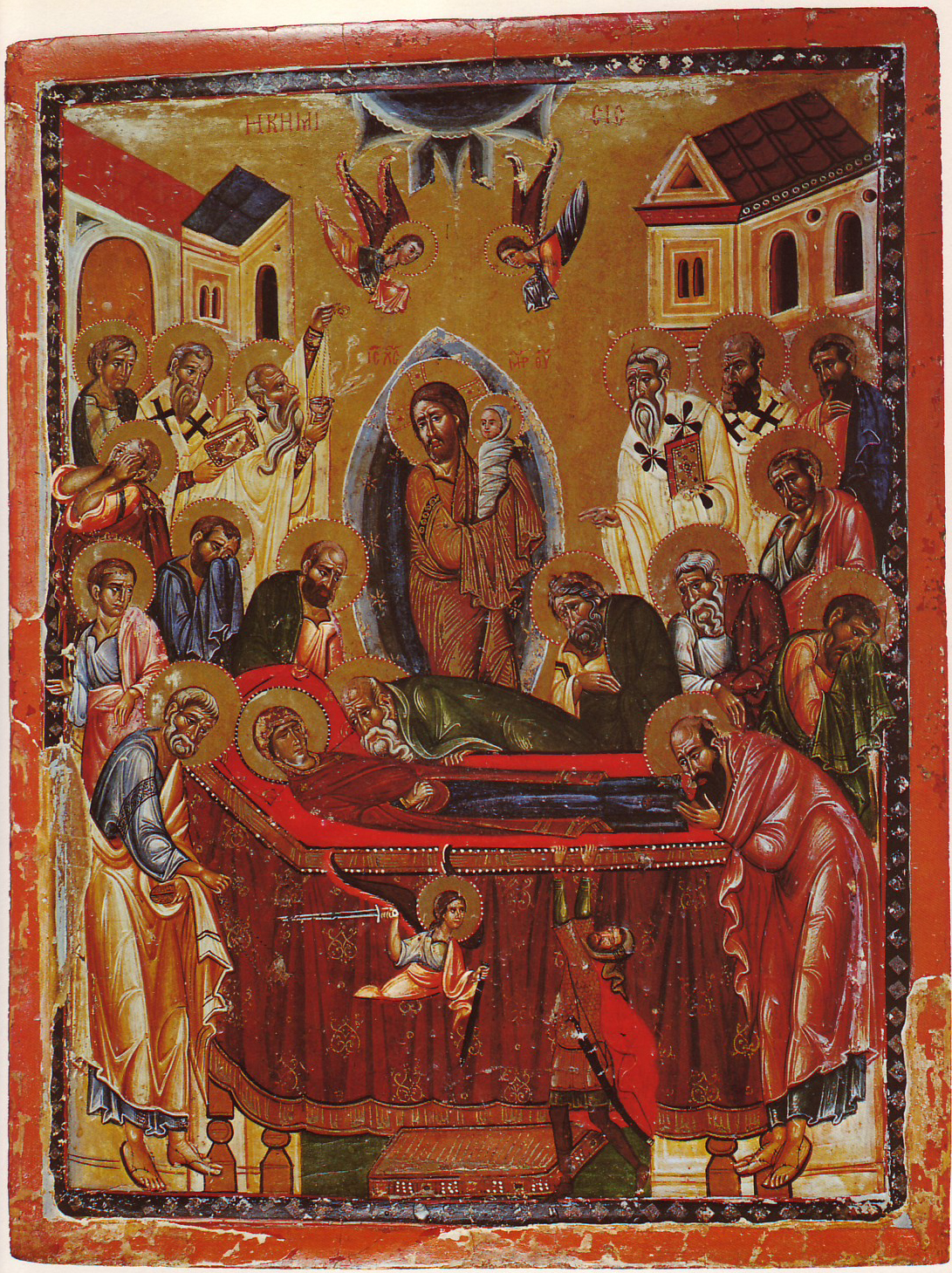
A Dormição da Teotokos (ícone do século XIII).

A Igreja Ortodoxa admite um estado intermediário para os crentes após a morte. Ela acredita na destinação ao Céu ou ao Inferno, como indicado na Bíblia, mas que a oração pelos mortos é necessária.
| “ | Certamente não é estranho que a alma, tendo passado pelas provações e terminado benignamente o curso terreno, deva, pois, ser entronizada verdadeiramente no outro mundo, num lugar do qual passará para a eternidade. Conforme as revelações do anjo a São Macário de Alexandria, as igrejas farão especial celebração do falecido no nono dia de sua morte, já que, neste período, são apresentadas à alma as belezas do Paraíso, de modo que, só depois disso, nos 40 dias restantes, são-lhe mostrados os tormentos e horrores do Inferno, antes de ser conduzido, no 40.º dia, ao lugar onde aguardará a ressurreição dos mortos e do Juízo Final | ” |
|   | — Frei Seraphim, “A Alma após a Morte, St. Herman Press, Platina CA. 1995.. |   |

Por outro lado, ainda que a oração pelos defuntos seja prática comum entre os ortodoxos, a Arquidiocese Ortodoxa Grega da América assim se posiciona:
| “ | O progresso moral da alma, seja para melhor ou para pior, termina no momento da separação do corpo e da alma, naquele momento o destino definitivo da alma na vida eterna está decidido. (…) Não há nenhuma possibilidade de arrependimento, não há possibilidade de fuga, não há reencarnação e nenhum auxílio do mundo exterior. Seu lugar é decidido sempre pelo seu Criador e Juiz. A Igreja Ortodoxa não acredita no Purgatório (um lugar de purificação), ou seja, no estado intermediário após a morte no qual as almas dos salvos (aqueles que não receberam punição temporal pelos seus pecados) são purificados de toda a mancha de preparação para entrar no Céu, onde cada alma é perfeita e apta para ver a Deus. Do mesmo modo, a Igreja Ortodoxa não acredita nas indulgências como remissão de pena purgatorial. Tanto o purgatório quanto as indulgências são hipóteses sem fundamento na Bíblia ou na Igreja Antiga, e quando foram implementadas, trouxeram más práticas em detrimento das verdades vigentes da Igreja. Se Deus Todo-Poderoso em suas misericórdias muda benignamente a situação terrível do pecador [após a morte], isso é desconhecido pela Igreja de Cristo. A Igreja viveu 1500 anos sem tal hipótese. | ” |
|   | — Site oficial da Arquidiocese Ortodoxa Grega da América: http://www.goarch.org/ourfaith/ourfaith7076 . |   |

Assim, o ensinamento ortodoxo é que, todos passam por um juízo particular imediatamente após a morte, de maneira que nem o justo, nem o injusto atinge o estado final de felicidade ou punição antes do último dia, com algumas exceções para as almas extraordinariamente justas, como a Teótoco (Mãe de Deus), que foi arrebatada aos céus pelos anjos.
A Igreja Ortodoxa sustenta, no entanto, que é necessário crer num estado intermediário após a morte, no qual os crentes são aperfeiçoados e conduzidos à plena santificação, um processo de crescimento e não de punição, que alguns também têm chamado Purgatório. A teologia ortodoxa geralmente se omite em relação à situação dos mortos, como envolvendo sofrimento ou fogo, embora a descreva como uma "condição terrível". As almas dos fieis falecidos estão em luz e descanso, com uma antecipação da felicidade eterna; mas as almas dos ímpios estão num estado infeliz. Assim, as almas dos fiéis que partiram na esperança da ressurreição, mas "sem ter tido tempo para produzir frutos dignos de arrependimento, podem ser auxiliadas para a realização de uma bendita ressurreição [na consumação dos séculos] por orações oferecidas em seu nome, especialmente aquelas oferecidas em comunhão com a oblação do sacrifício incruento do Corpo e Sangue de Cristo, assim como pelas obras de misericórdia realizadas na fé em sua memória".
O estado em que as almas passam por esta experiência é muitas vezes chamada de "Hades".
A Confissão Ortodoxa de Pedro Moguila (1596-1646), traduzida por Melécio Syrigos, e adotada pelo Concílio romeno de Iaşi em 1642, professa que “muitas almas são libertas das prisões do inferno (…) por meio de boas obras e das orações da Igreja viva oferecidas a eles e, sobretudo, mediante o sacrifício incruento, que é celebrado em certos dias por todos os vivos e por todos os mortos” (Artigo 64); e, sob o título “Como se deve considerar o fogo purificador?”, o documento responde que “a Igreja realiza corretamente por eles o sacrifício incruento e as orações, ainda que não se purifiquem pelo sofrimento. A Igreja, porém, nunca sustentou o que se refere às histórias populares de alguns sobre as almas de seus mortos”. (Artigo 66).
O Sínodo de Jerusalém (1672) declarou que "as almas dos que adormeceram estão em repouso ou em tormento, conforme suas obras” (gozo ou condenação que só se concluirá após a ressurreição da carne), mas as almas de alguns “partirão para o Hades, e não hão de suportar as penas devido aos pecados que cometeram. No entanto, eles estarão cientes de seu futuro, de modo que serão lançados de lá e entregues à Misericórdia Suprema, por meio das orações dos sacerdotes e das boas obras que parentes fizer em nome do falecido; de modo especial o Sacrifício incruento redentor de muitos; que cada um ofereça-o especialmente pelos seus parentes que já dormem, e que a Igreja Católica e Apostólica, do mesmo modo, ofereça-o diariamente por todos. Naturalmente, é fato que não sabemos o tempo de sua libertação. Sabemos e cremos, porém, que há libertação para sua terrível condição, e que será antes da ressurreição comum e do Juízo, mas quando precisamente não o sabemos”.
Alguns ortodoxos creem na doutrina dos “mitarstava” (estágios de provações) percorridos pelas almas dos mortos. Segundo esta teoria, que é rejeitada pela maioria dos orientais – ainda que conste no hinário da Igreja– “após a morte duma pessoa, a alma deixa o corpo, e é escoltada pelos anjos até Deus. Durante a viagem, a alma passa nos ares por um reino governado por demônios. A alma encontra tais demônios em vários pontos chamados de “estágios”, nos quais estes acusam-na de pecado e tentam arrastá-la para o inferno”.

## Igrejas protestantes e Purgatório
Há inúmeras linhas doutrinárias protestantes que divergem em questões secundárias, porém nas questões fundamentais do cristianismo as igrejas protestantes (como os metodistas, batistas, assembleianos, presbiterianos, luteranos, quadrangulares etc.), não acreditam na existência do purgatório, por considerarem o livro de II Macabeus (de onde provém o conceito de Purgatório) como deuterocanônico (ou seja, não é divinamente inspirado, mas pertence à segunda classificação de cânones). Os evangélicos também discordam do pagamento de indulgências com base em passagens como Salmos 49:7,8. Além disso, os protestantes acreditam que a santidade deve ser buscada em vida, não podendo o homem ter seu destino mudado após a morte (apesar de que para a doutrina do purgatório, todo aquele que vai para o purgatório já está salvo, ou seja, não há uma mudança de destino). Tanto protestantes como evangélicos acreditam na doutrina da Palavra, que diz:
"Mas, se andarmos na luz, como ele na luz está, temos comunhão uns com os outros, e o sangue de Jesus Cristo, seu Filho, nos purifica de todo o pecado.. Se dissermos que não temos pecado, enganamo-nos a nós mesmos, e não há verdade em nós."— 1 João 1:7,8
Os protestantes e evangélicos entendem que as Sagradas Escrituras são a única regra de vida cristã e ela diz o sangue de Jesus purifica TODO pecado. Todos que creem em Jesus e o tem como seu único e suficiente Salvador tem a vida eterna. Desta maneira não seria necessário outro tipo de purificação que vá contra a Palavra de Deus, nem tampouco sacrifícios ou obras.
Em contra-argumento, a doutrina católica afirma que o perdão e a purificação do pecado é diferente do perdão do mal causado como consequência do pecado já perdoado, que é o fundamento da existência do purgatório e das indulgências.

### Igreja Anglicana
A Comunhão Anglicana e muitas igrejas episcopais rejeitam a doutrina do Purgatório, com exceção de alguns anglo-católicos. O artigo XXII dos Trinta e Nove Artigos da Religião afirma que "A doutrina romana relativa ao Purgatório, Indulgências, Veneração e Adoração tanto de imagens como de relíquias, e também à invocação dos Santos, é uma coisa fútil e vãmente inventada, que não se funda em testemunho algum da Escritura, mas ao contrário repugna à Palavra de Deus". No entanto, entre os anglo-católicos, que muitas vezes se identificam fortemente com a teologia e a liturgia católico-romana, há aqueles que aceitam a existência do purgatório. O teólogo anglicano Clive Staples Lewis disse que tinha boas razões para “lançar dúvidas sobre a ‘doutrina romana do Purgatório’, pelo que tinha se tornado: não apenas como um ‘escândalo comercial’, mas também uma imagem dum inferno passageiro, no qual as almas são atormentadas por demônios, cuja presença nos é ‘mais horrível e aflitiva que a própria dor’, e onde o espírito sofre uma tortura indizivelmente dolorosa”. Apesar disso, ele acreditava no Purgatório pormenorizado pelo Beato John Henry Newman, ex-anglicano que, em seu poema “O Sonho de Gerôncio”, sustenta que a religião reclama o Purgatório: processo de purificação que envolve sofrimento.

### Igreja Metodista
As Igrejas Metodistas afirmam, em consonância com o artigo 14º dos Vinte e Cinco Artigos de Fé da Igreja Metodista que “A doutrina romana do purgatório (…) é uma invenção fútil, sem base em nenhum testemunho das Escrituras e até repugnante à Palavra de Deus”. John Wesley acreditava que existe “um estado intermediário entre a morte e o juízo final, onde aqueles que rejeitaram Cristo estariam cientes de sua vinda, e os crentes iriam partilhar do "Seio de Abraão" ou Paraíso". O Metodismo não afirma formalmente essa crença, mantendo o silêncio sobre o que está reservado aos homens entre a morte e o juízo final.